# Figulus insolitus
Figulus insolitus es una especie de coleóptero de la familia Lucanidae.

## Distribución geográfica
Habita en Bután.